# Le Tombeau hindou (film, 1959)
Pour les articles homonymes, voir Le Tombeau hindou.
Pour plus de détails, voir Fiche technique et Distribution.
Le Tombeau hindou (Das indische Grabmal) est un film franco-italo-allemand réalisé par Fritz Lang, sorti en 1959. C'est le second volet d'un diptyque qui débute par Le Tigre du Bengale.

## Synopsis
Recueillis par une caravane, Henri et Seetha sont soignés par des villageois. Mais ils sont trahis par certains villageois attirés par une forte récompense. Ils se réfugient dans une grotte des collines. Une statue de Shiva se trouve dans la grotte et Seetha lui rend hommage, alors qu'Henri n'en tient pas compte. De ce fait, ils sont retrouvés par les hommes de Chandra, le maharadjah d'Eschnapur. Seetha est faite prisonnière, tandis qu’Henri fait une chute en apparence mortelle.
Irène s’inquiète de l’absence d’Henri auprès du maharadjah. Celui-ci prétend qu’il est mort au cours d’une chasse au tigre. Mais Irène et son mari acquièrent la conviction que c’est un mensonge. Chandra révèle à Seetha que le tombeau en construction sous ses fenêtres lui est destiné.
Ramigani, le frère de Chandra est favorable au mariage avec Seetha, car il pense que ce mariage révoltera le peuple et lui permettra de prendre le pouvoir.
Les prêtres obtiennent de Chandra que Seetha soit soumise au jugement de la déesse, en devant danser devant sa statue sous la menace d'un cobra. Seetha s'exécute dans une tenue très légère ; elle a une défaillance, mais Chandra tue le cobra avant qu'il ne la morde. Chandra annonce finalement son mariage avec Seetha.
En réalité, Henri n’est pas mort. Il est maintenu prisonnier par Ramigani dans un puits, dans les souterrains du palais. Ramigani fait un chantage à Seetha : si elle n’épouse pas Chandra, il fera mourir Henri. Pour la convaincre, il lui montre Henri enchaîné dans une geôle infâme. La danseuse se résigne, décidée à se donner la mort une fois le mariage célébré et son amant sauvé.
Irène recherche Seetha dans le palais. Elle découvre Seetha et apprend qu’Henri est retenu prisonnier dans les souterrains. Elle se met à sa recherche avec son mari, tombe dans la léproserie sauvage, mais est sauvée par le sacrifice d'Azagara[Qui ?]. Elle retrouve Henri dans les souterrains car il a réussi à s'évader.
Alors que le mariage s’apprête à être célébré, Ramigani et ses troupes rebelles arrivent en nombre dans le temple et arrêtent Chandra. Le maharadjah déchu est torturé. Mais le général Dagh que Ramigani avait cru tuer n'était que blessé. Il a organisé la riposte et maté les rebelles. Chandra est libéré. Ramigani, en fuite dans les souterrains du palais, se perd dans la fosse aux crocodiles. En voulant faire exploser un mur pour s'enfuir, Ramigani ne fait que libérer les crocodiles qui le dévorent.
Chandra se retire auprès d’un sage hindou et libère les deux amants qui quittent Eschnapur.

## Fiche technique
- Titre : Le Tombeau hindou
- Titre original : Das indische Grabmal
- Réalisation : Fritz Lang
- Scénario : Fritz Lang et Werner Jörg Lüddecke (de), d'après le roman Le Tombeau hindou de Thea von Harbou
- Musique : Michel Michelet
- Photographie : Richard Angst
- Son : Clemens Tütsch
- Chorégraphie : Robby Gay et Billy Daniel
- Montage : Walter Wischniewsky
- Production : Artur Brauner
- Sociétés de production : Central Cinema Company Film, Rizzoli Film, Regina Production, Critérion Film
- Société de distribution : Omnia Deutsche Film Export (Allemagne), American International Pictures (États-Unis), Nippon Cinema Corporation (Japon)
- Pays de production :  Allemagne de l'Ouest |  France |  Italie
- Langue de tournage : allemand
- Format : couleurs - 1,37:1 - 35 mm
- Genre : aventure
- Durée : 101 minutes
- Dates de sortie : 
  - Allemagne de l'Ouest : 5 mars 1959
  - France : 7 août 1959
  - États-Unis : 1er octobre 1960 (mais le distributeur American International Pictures remonta le diptyque pour en faire un seul film de 90 minutes, Journey to the Lost City).
- Affiche : Constantin Belinsky (France)

## Distribution
- Debra Paget : Seetha (ou Sîtha)
- Paul Hubschmid : Henri Mercier (Harald Berger dans la version allemande)
- Walter Reyer : Chandra
- Claus Holm : le docteur Walter Rhode
- Sabine Bethmann : Irène Rhode
- Valéry Inkijinoff : Yama, le grand prêtre
- René Deltgen : le prince Ramigami
- Jochen Brockmann : Padhu
- Jochen Blume : Asagara
- Guido Celano : le général Dagh

## Commentaires
- Les extérieurs ont été tournés en Inde, à Udaipur, dans l'État du Rajasthan. Notamment dans les palais de Lake Palace et Jag Mandir. Les intérieurs ont été tournés en studio à Berlin.
- Le roman éponyme de Thea von Harbou avait été porté à l'écran une première fois en 1921, déjà en deux parties. Fritz Lang devait à l'origine diriger les deux films, mais il dut laisser la réalisation à Joe May. Une deuxième adaptation fut tournée en 1938 par Richard Eichberg. À son retour en Allemagne, Fritz Lang put enfin se consacrer à ce projet, signant donc la troisième version de l'histoire.
- Le rôle de Seetha, initialement prévu pour une actrice indienne, fut finalement confié à l'Américaine Debra Paget, danseuse de formation.